# روزالي لوبيز
روزالي إم سي لوبيز (من مواليد 8 يناير 1957) هي عالمة جيولوجيا كواكب وعالمة براكين ومؤلفة للعديد من الأوراق العلمية والعديد من الكتب، بالإضافة إلى كونها من دعاة التعليم. تتركز اهتماماتها البحثية الرئيسية في عمليات سطح الكواكب والأرض مع التركيز على علم البراكين.

## الحياة والوظيفة العلمية
ولدت لوبيز في ريو دي جانيرو بالبرازيل، وعاشت في بدايات حياتها بالقرب من حي إيبانيما. منأثرة جزئيًا ببوبي نورثكوت ‏ من وكالة ناسا، انتقلت إلى لندن في إنجلترا عام 1975 لدراسة علم الفلك في جامعة لندن. تخرجت مع مرتبة الشرف في علم الفلك عام 1978. خلال الفصل الدراسي الأخير، أخذت دورة في علوم الكواكب مع جون غيست ‏ – وبعد ثلاثة أسابيع من الدورة، انفجر جبل إتنا. قررت لوبيز تغيير مجال دراستها إلى البراكين، على الأرض وفي الفضاء.
تخصصت في جيولوجيا الكواكب وعلم البراكين أثناء تحضيرها للدكتوراه، وأكملت درجة الدكتوراه في علم الكواكب عام 1986 مع أطروحة حول مقارنة العمليات البركانية على الأرض والمريخ. أثناء حصولها على الدكتوراه، سافرت كثيرًا إلى البراكين النشطة وأصبحت عضوًا في فريق مراقبة الثوران البركاني في المملكة المتحدة. كانت أول تجربة لها لبركان نشط في جبل إتنا في صقلية عام 1979.
بدأت لوبيز حياتها المهنية بعد الدكتوراه بصفتها أمينة لعلم الفلك الحديث ونائبة رئيس قسم علم الفلك في المرصد الملكي القديم في غرينتش، المملكة المتحدة. في عام 1989 قامت برسم خرائط المخاطر في مرصد فيزوف ‏ في نابولي بإيطاليا كباحثة زائرة.
التحقت بمختبر الدفع النفاث في باسادينا بكاليفورنيا بصفتها مساعد أبحاث مقيم في المجلس القومي للبحوث ‏ في عام 1989، وبعد عامين، أصبحت عضوًا في مشروع مركبة الفضاء جاليليو. عملت على تخطيط فريق مطياف رسم الخرائط القريب بالأشعة تحت الحمراء (NIMS) وتحليل ملاحظات القمر البركاني للمشتري آيو من عام 1996 إلى عام 2001. اكتشفت 71 بركانًا على آيو لم تكن معروفة بأنها نشطة.
في عام 2002، أصبحت عالمة تحقيق في فريق رادار (بالإنجليزية: RADAR)‏ الذي يدعم المركبة الفضائية كاسيني التي تدور حول زحل. خططت الملاحظات العلمية لزحل وأقماره وحلقاته، وشاركت في رئاسة فريق كاسيني للأقمار الصناعية المداري من 2003 إلى 2010. اهتمامها الرئيسي بكاسيني هو أكبر أقمار زحل تيتان. تُظهر بيانات رادار الفتحة التركيبية من أداة رادار أن تيتان له ميزات بركانية، ولكن ليس مثل براكين السيليكات على الأرض أو آيو. وهي على الأرجح تدفقات تيتان وغيرها من الميزات البركانية نتيجة النشاط البركاني الجليدي (بركان بارد).

## المشاركات
شاركت في العديد من الدراسات حول بعثات ناسا ووكالة الفضاء الأوروبية المستقبلية كعضو في فريق تعريف العلوم، بما في ذلك بعثات إلى زحل وتيتان. وهي عضو في العديد من اللجان، بما في ذلك لجنة البرنامج السنوي للجمعية الأمريكية لتقدم العلوم (AAAS)، ولجنة قسم علوم الكواكب التابعة للجمعية الفلكية الأمريكية. وهي رئيسة مجموعة الكواكب الخارجية التابعة للاتحاد الفلكي الدولي لمجموعة العمل الخاصة بتسميات النظام الكوكبي. تشمل خبرتها السابقة في اللجان لجنة مجلس دراسات الفضاء التابعة للأكاديمية الوطنية للعلوم / المجلس القومي للبحوث للتخطيط لبعثات ناسا للحدود الجديدة (2007-2008)، واللجنة الاستشارية لشؤون المرأة التابعة لمدير مختبر الدفع النفاث، ولجنة الأقليات والنساء في علوم الأرض في الجمعية الجيولوجية الأمريكية [الإنجليزية]، واللجنة الفرعية للتنوع في الاتحاد الجيوفيزيائي الأمريكي.
وهي عضو في الاتحاد الفلكي الدولي والجمعية الجيوفيزيائية الأمريكية وزميلة AAAS والجمعية الجغرافية الملكية ونادي المستكشفين.

## الجوائز
تحصلت لوبيز على عدة جوائز ومنها:
- ميدالية اللاتينيات في العلوم من Comisión Feminil Mexicana Nacional في عام 1991
- جائزة امرأة العام في العلوم والتكنولوجيا لعام 1997 من تلفزيون GEM ومقره ميامي،
- وسام كارل ساغان لعام 2005 من الجمعية الفلكية الأمريكية،
- جائزة المرأة في العمل لعام 2006،
- وسام ناسا للخدمة الاستثنائية لوكالة ناسا لعام 2007،[11]
- جائزة لويل توماس 2014 من نادي المستكشفين.[1]

## التأليف
قام لوبيز بتأليف أكثر من 100 ورقة بحثية ومقالة وفصول كتب وإدخالات موسوعة. كانت نشطة في وسائل الإعلام، وظهرت في العديد من الأفلام الوثائقية لقناة ديسكفري، وقناة ناشيونال جيوغرافيك، وقناة التاريخ، وبي بي إس، و Nightline على التلفزيون الأمريكي، وأجرت مقابلات مع وسائل الإعلام الوطنية والدولية.
كتبت سبعة كتب، بما في ذلك «العوالم البركانية: استكشاف براكين النظام الشمسي» (بالإنجليزية: Volcanic Worlds: Exploring the Solar System Volcanoes)‏ (براكسيس سبرينغر، 2004)، «آيو بعد جاليليو: منظر جديد للقمر البركاني للمشتري» (براكسيس سبرينغر، 2007)، «والبراكين الغريبة» (مطبعة جونز هوبكنز، 2008). «دليل مغامرة البركان» (مطبعة جامعة كامبريدج، 2005) والذي يصف كل بركان على الكوكب وكيفية التصرف حوله، وهي معلومات ضرورية لأي شخص يرغب في زيارة البراكين النشطة أو تصويرها.
 

## أعمال واهتمامات أخرى
لوبيز من مؤيدي التعليم والتنوع والتواصل على الصعيدين الوطني والدولي. ألقت محاضرات عامة في العديد من البلدان في أوروبا وآسيا والأمريكتين، وشاركت في تنظيم ورش العمل المشتركة بين الأمم المتحدة ووكالة الفضاء الأوروبية وجمعية الكواكب في عامي 1992 و 1993. في عام 2005، حصلت على وسام كارل ساغانمن قبل قسم علوم الكواكب ‏ في الجمعية الفلكية الأمريكية، تقديراً لجهودها في التعليم العام، ولا سيما بين المجموعات من أصل إسباني والشابات. يتضمن هذا العمل محادثات ومقابلات ومقالات وكتاب عن البراكين الكوكبية وجهودًا لرعاية العلماء الشباب وتوجيههم. تشمل هواياتها الغوص، والمشي، وزيارة البراكين، وجمع فن البركان.

## وسائط مختارة
تشمل الأفلام الوثائقية والبرامج التلفزيونية المختارة:
- «عواصف ما قبل التاريخ الكبرى» لقناة التاريخ (2008)
- سلسلة العلوم "Heads Up"، قناة Knowledge TV، كندا، حلقة على New Horizons (يناير 2008)
- قناة التاريخ «البحث عن ET»، في سلسلة "The Universe" (آب / أغسطس 2007)
- مقابلة بي بي إس "Wired Science" حول البراكين (أكتوبر 2007)
- "Titan: Rendezvous with Saturn's Moon" على قناة ديسكفري (نسخة محدثة، مايو 2007)
- تلفزيون ناشيونال جيوغرافيك «العلم العاري: الكواكب الأكثر دموية» (كانون الأول / ديسمبر 2006)
- قناة التاريخ "Ask Mr. Know-It-All"، الحلقة التجريبية (كخبير في الغبار البركاني)، 2006
- قناة التاريخ «داخل البركان» (ديسمبر 2006)
- قناة ديسكفري «ترجيع 2006» (قصص علمية لعام 2006، كانون الأول (ديسمبر) 2006)
- تلفزيون ناشيونال جيوغرافيك «هوليوود ساينس: قوى الطبيعة» (أبريل 2006)
- Nightline's «غاليليو» (سبتمبر 2003)
- قناة ديسكفري «كوكب العاصفة» (2001)
- قناة ديسكفري «95 عالمًا والعد» (2001)